# Rajon Chojniki

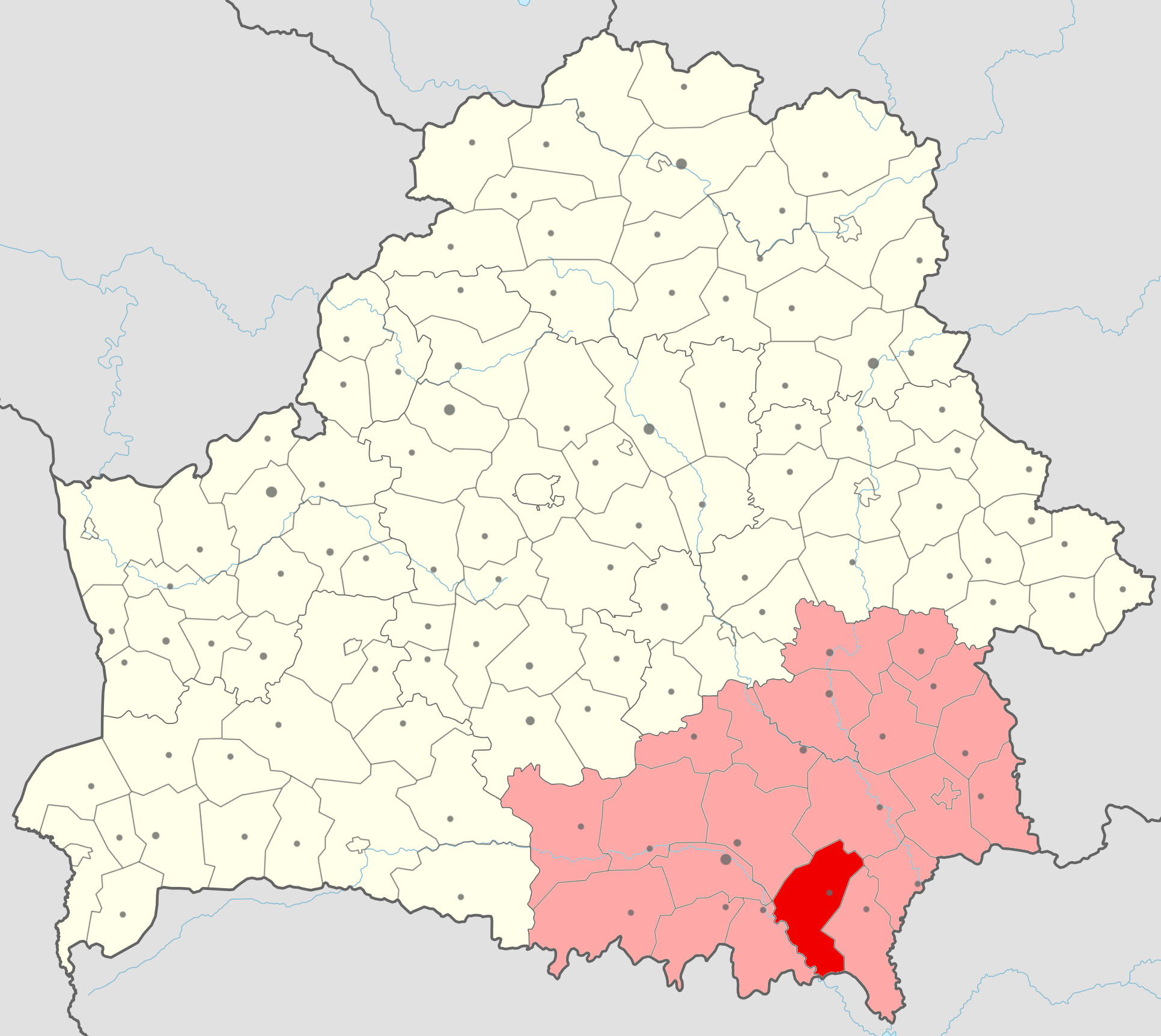
Rajon Choiniki, Karte

Der Rajon Chojniki (belarussisch Хойніцкі раён Chojnizki rajon; russisch Хойникский район Choinikski rajon) ist eine Verwaltungseinheit in der Homelskaja Woblasz in Belarus mit dem administrativen Zentrum in der Stadt Chojniki. Der Rajon hat eine Fläche von 2028 km².

## Geographie
Der Rajon Chojniki liegt im südöstlichen Teil der Homelskaja Woblasz. Die Nachbarrajone in der Homelskaja Woblasz sind im Norden Retschyza, im Osten Lojeu und Brahin, im Südwesten Naroulja, im Westen Masyr und im Nordwesten Kalinkawitschy.
Durch das Reaktorunglück von Tschernobyl im Jahr 1986 wurden Teile des Rajons verstrahlt.